# Plouzané
Plouzané település Franciaországban, Finistère megyében. Lakosainak száma 13 437 fő (2022. január 1.). Plouzané Brest, Guilers, Locmaria-Plouzané, Ploumoguer és Saint-Renan községekkel határos.

## Népesség
A település népességének változása:
| Lakosok száma | 3002 | 8845 | 11 400 | 11 742 | 12 175 | 12 543 | 12 822 | 13 496 | 13 558 | 13 437 |
|               | 1968 | 1982 | 1990   | 2006   | 2013   | 2015   | 2017   | 2019   | 2020   | 2022   |